# Jodha Gurung
Jodha Gurung (ur. 14 lipca 1954) – nepalski lekkoatleta, średniodystansowiec, uczestnik Letnich Igrzysk Olimpijskich 1984.
Podczas Igrzysk w Los Angeles wziął udział w rywalizacji średniodystansowców na 800 metrów. Gurung startował z ósmego toru w pierwszym biegu eliminacyjnym. Mimo iż wynikiem 1:56,72 ustanowił swój rekord życiowy, zajął ostatnie, 8. miejsce w swoim biegu eliminacyjnym, co w łącznej klasyfikacji dało mu 62. miejsce na 70 sklasyfikowanych zawodników (odpadł w eliminacjach).

## Rekordy życiowe
| Dystans            | Wynik (s) | Miejsce     | Data            |
| ------------------ | --------- | ----------- | --------------- |
| bieg na 800 metrów | 1:56,72   | Los Angeles | 3 sierpnia 1984 |